# Хетман на Запорожката войска
Хетман на Запорожката войска (на украински: Гетьман Війська Запорозького), официално – Хетман на Малорусия, Хетман на Украйна или Хетман на Русите, по-често просто хетман – първоначално е титлата на командващия Регистърното казачество (т. е. армията) на Запорожието в Жечпосполита, който впоследствие става ръководител на военно-административното и териториално образувание Казашко хетманство (официално наричано още Запорожка войска).
В Жечпосполита титлата „хетман“ се използва за обозначаване на висшите длъжностни лица на войската на Кралство Полша и Великото литовско княжество. В официалната държавна терминология по отношение на регистърните казаци по-често се използвало понятието „старши на Запорожката армия“, а терминът „хетман“ започва да се налага по времето на Богдан Хмелницки, който е наричан „Хетман на Запорожката войска на Негова Кралска Милост“. След сключването на Переяславския договор от 1654 г., според който Казашкото хетманство се отцепва от Жечпосполита и поглъща от Руската империя, хетманът на регистърните казаци започва да се нарича „Хетман на Запорожката войска на Негово Царско Пресветло Величество“.

## Зараждането на институцията на хетмана при Запорожкото казачество (1572 г.)
В Кралство Полша, както и във Великото литовско княжество, съществувала държавна длъжност, наречена хетман:
- велики хетмани (съответно, кралски велики хетман или княжески велики хетман) се явявали фактически министрите на отбраната в съответните полски или литовски територии на Полско-литовската държава;
- пълен хетман (съответно, кралски пълен хетман или княжески пълен хетман) се явявали главнокомандващи на действащите армии на кралството/княжеството.

На 2 юни 1572 г. кралят на Жечпосполита (т. е. Полско-литовската държава) – Зигмунт II Август подписва универсал (указ) за създаването на регистърна казашка войска. Веднага са наети първите 300 казаци за военна служба. Те полагали клетва за вярност към краля и били длъжни да се намират в пълна бойна готовност, да отблъскват нашествията на кримските татари на територията на Жечпосполита, да участват в потушаването на въстанията на селяни, които се бунтуват срещу пановете, и в походи срещу Руското царство и Кримското ханство.
Регистърните казаци, за разлика от останалите (запорожските долни казаци, които се смятали за крепостни в Жечпосполита), получили привилегии – приравняване към ония благородници на шляхтата без право на собствен герб (= без политически права) и заплащане за тяхната служба. Регистърните казаци сами избирали своите командири, които след това били утвърждавани на длъжност от полския крал или Сената на Жечпосполита. Главата на регистърните казаци носил титлата „Хетман на негова кралска милост на Запорожката армия“.
Титлата хетман се използва и от ръководителите на казашките въстания за независимост от правителството на Жечпосполита ( Криштоф Косинский; Северин Наливайко; Тарас Федорович; Павел Павлюк, Яков Острянин; Дмитрий Гуня, Максим Железняк).

### Хетмански правомощия
Първоначално хетманът е просто военен лидер, чиято власт се разпростира само върху регистърните казаци.
Хетманът можел да прехвърли част от правомощията си на наряден хетман, който временно изпълнявал функциите на хетман. Всеки хетман се старал да укрепи институцията на хетманството и да разшири властта си. Най-голямото желание на хетмана (както и на целия казашки елит) било получаването на равни права с шляхтското съсловие на Жечпосполита.
След преминаването Левобрежна Украйна и Запорожието през 1654 г. във васално поданичество спрямо руския цар, функциите на хетмана, по искане на Богдан Хмелницки и казашкия елит, значително се разширяват. Оттогава цивилното население на териториите, контролирани от Запорожската казашка войска, попадат под властта именно на хетмана – държавното и административно-териториалното устройство в този географския регион (днешна Украйна) било преустроено на военна основа, а основите на Запорожската войска са възприети в живота на обществото. По този начин се образува т. нар. Казашко хетманство – квазидържава, устроена с военен начин на живот; администрацията и социалните структури съответстват на тия на войската. Хетманът имал върховна законодателна, изпълнителна, административна, военна, финансова и съдебна власт.
По това време на хетмана принадлежи върховната законодателна власт на територията под негов контрол: той получил правото да издава универсали (укази), които имали статут на най-висши законодателни актове, задължителни за цялото население. Като глава на изпълнителната власт, хетманът се разпореждал с държавните разходи и определянето на данъците, организирал събирането на данъци и имал право да преразпределя държавни земи. Хетманът също представлявал държавата във външната политика. Освен това той бил върховен военен главнокомандващ и често сам назначавал генералния старшина и полковниците (които имали военни функции, но и административно-политически като един вид областни управители). Хетманът бил най-висшата апелативна съдебна инстанция, имал право да потвърждава/отменя съдебни присъди, а понякога, по отношение на казашкия благороднически елит, независим сам разглеждал съдебните им дела. Хетман също имаше значително влияние върху църковните дела и определянето на висшите духовници.
Традиционните символи на властта на хетмана или символи на хетманското достойство са – боздуган, бончук, знаме, печат и тимпан, които се предавали от един хетман на друг.

## Хетмани на Запорожката войска следвъстанието на Хмелницки
През 1648 г. започва въстанието на Богдан Хмелницки в Полша (1648–1657 г.). Богдан Хмелницки е провъзгласен за хетман на Запорожката войска. По време на въстанието де факто се формира нова държава, начело с хетмана на Запорожката войска – Казашкото хетманство (официално наричано в документите от онова време Запорожка войска или Войска Запорожска).
След Переяславската рада от 1654 г. и подписването на Переяславския договор от 1654 г. с Руското царство, хетманът на регистърните казаци става васал на московския цар и получава титлата „Хетман на Негово царско пресветло величество Запорожката войска“, а Казашкото хетманство („цялата Запорожка войска с нейните градове и земи“) били окончателно сложени под руско поданство („под високата ръка на господаря“). Хетманът оглавявал Генералното правителство и Военния генерален съвет (по-късно наречен Съвет на генералните старшини) – централния изпълнителен и съдебен орган в канцеларията на генералното правителство. Под властта на хетмана на територията, подвластна на Запорожката войска, започнали да се подчиняват не само на казаците, но и цивилното население. Той имал право на дипломатически отношения с други държави, освен с Жечпосполита и Османската империя. С руския цар всеки нов хетман сключвал особен договор („статия“).
След смъртта на Богдан Хмелницки и абдикацията на Юрий Хмелницки, нов хетман става Иван Въйговски. През август 1658 г. Въйговски се разбунтува срещу Руското царство и напада Киев (тогава в Руското царство), като по този начин открито застава на страната на Жечпосполита.
През септември 1658 г. Иван Въйговски подписва с поляците т. нар. Гадячески договор (по името на град Гадяч в днешна Украйна), според който подвластните на Запорожската войска територии (Казашкото хетманство), трябва да станат част от Жечпосполита под името Велико руско княжество, което да бъде равноправно с Кралство Полша и Великото литовско княжество. В съответствие с договора, казашките старшини трябвало да получат същите права като полската шляхта (благородничество). Хетманът също щял да получи титлата – „Велик хетман на Руското княжество“. Същевременно, едно от основните условия на Гадяческия договор било връщането на територията на Хетманството на полските помешчици и католическата църква, изгонени по време на въстанието на Богдан Хмелницки, чрез прехвърлянето на всички загубени имоти на тяхно име.
Все пак, това споразумение, което имало много поддръжници сред казашките старшини, срещнало силна опозиция в лицето на обикновените казаци, гражданското население и селяните на хетманството, които не искало връщането на полско-католическото иго.
В хетманството избухва гражданска война (на украински: Руїна; 1657-1687 г.), в резултат на която Въйговски бил принуден да подаде оставка като хетман, а на негово място отново е избран синът на Богдан Хмелницки – Юрий.
Въпреки това, след битката край Слободище на 7–8 октомври 1660 г. в рамките на Руско-полската война (1654–1667 г.), Юрий Хмелницки претърпява поражение, капитулира и преминава на страната на Жечпосполита, но това решение не било одобрено от всички казаци. В Левобрежна Украйна казаците не признали Слободищенския трактат (мирния договор), подписан от Хмелницки, и избрали за свой хетман переяславския полковник Яким Сомко, който обаче не бил подкрепен от московския цар и затова носел само титлата хетман (вместо Хетман на Негово царско пресветло величество Запорожката войска). Разколът между привърженици и противници на Переяславската рада в крайна сметка довежда през 1660 г. до разделянето на Запорожката войска и управляваното от нея Казашко хетманство на две части – териториите откъм левия бряг на река Днепър се наричат Левобрежна Украйна и са подчинени на Руското царство; а териториите откъм десния бряг образуват Деснобрежна Украйна и стават част от Жечпосполита.
През януари 1663 г., след като Юрий Хмелницки подава оставка като хетман, в Запорожката Сеч за първи и единствен път бил провъзгласен „кошов хетман“ – Иван Брюховецки. Кошовият хетман е главата на един кош (аул) – административно-териториална единица в казашките земи.

Историкът Сергей Соловьов пише:
| „ | Хетманите започнаха да се стремят към увеличаването на своята власт за сметка на войската, към наследствеността; за да не зависят от шумната войскова Черна рада, искаха да укрепят положението си ту посредством Полша, ту посредством Москва и не постигнаха целта си; освен Богдан Хмелницки, нито един от тях не завърши добре, постоянно бяха сваляни от своите. | “ |
След няколко неуспешни опита за обединение, предприети от двете страни, през 1667 г. било сключено Андрусовското примирие, което официално затвърждава разделянето на Казашкото хетманство по поречието на река Днепър.

## Отслабването на властта на хетманите
Оттогава десният бряг на Казашкото хетманство (известен като Деснобрежна Украйна) се превръща в арена на борба между Жечпосполита, Османската империя и отделни казашки отряди. В тази борба широко се използва титлата хетман, която последователно се носи от протежета на воюващите страни. При тези условия се наблюдава значително отслабване на хетманската власт по деснобрежието.
По левия бряг на Казашкото хетманство (известен като Левобрежна Украйна) постепенното ограничаване на правомощията на хетмана започва почти веднага след разделянето на хетманството. Тук хетманите били подложени на натиск от две страни едновременно: от една страна, тяхната власт била непрекъснато намалявана от руското правителство; от друга страна, казашкият Съвет на старшините (правителството) също не желаел разширението на правомощията на хетмана. В резултат на това хетманите, принудени да маневрират, често правят отстъпки на едната или другата страна, като постепенно губят власт.
След разделянето на Хетманството, като резидентен град на хетманите в деснобрежните територии става град Чигирин, а в левебрежните територии резидентни градове стават последователно – Гадяч, Глухов и Батурин.
През 1704 г. казашките войски на левобережния хетман Иван Мазепа, заедно с руските войски, се възползват от въстанието срещу Жечпосполита и нахлуването в Полша от шведските войски по време на Северната война от 1700-1721 г., и окупират Деснобрежието; в резултат на това, Мазепа успява да обедини Левобрежното и Деснобрежното Хетманство под своята хетманска власт, а също така и Запорожието.
Все пак, през есента на 1708 г. преминаването на Мазепа на страната на шведите (обръщайки се срещу руснаците) в Северната война се оказва фатално, тъй като шведите биват поражени и това значително ускоряват процеса на отслабване на властта на хетманите.
След поражението, Мазепа бяга в чужбина заедно с шведите и бива убит. Казашкият Съвет на старшините, който бил останал верен на Мезапа дори в изгнание, избира на 5 април 1710 г. в град Бендери Филип Орлик за нов хетман на Запорожската войска, чиято титла той носи до своята смърт в изгнание през 1742 г.
На 6 мартЮл (17 март)Грег. 1747 г., само седмица след измяната на хетман Мазепа, в град Глухов бил избран нов лоялен на Руското царство хетман на запорожските казаци – по настояване на Петър I хетман станал Иван Скоропадски, който по време на Полтавската битка възглавявал верните на Петър I казашки отряди.
Все пак, през 1710 г., под управлението на Скоропадски, е създадена длъжността „господарски министър“, специален чинновник, който трябвал да отговаря пред правителството за благонадежността на хетмана и да участва заедно с него в управлението. Първият такъв чиновник бил суздалският губернатор – Андрей Петрович Измайлов – който живеел съвсем в съгласие с хетмана. Но още през есента на същата година Измайлов е уволнен и на негово място вече са назначени двама: думовият чиновник Виниус и столникът Фьодор Протасиев.
През 1720 г. при хетмана била създадена Генерална войскова канцелария. Тя била изпълнително-административно учреждение на Генералното правителство, подчинено на хетмана.  То отговаряло за административното, военното, съдебното и финансовото управление на държавата. В неговите компетенции влизало разглеждането на граждански искове и апелации срещу решенията на по-нисшите съдилища, воденето на дела и обнародването на универсалните укази на хетмана, както и упражняването на нотариални функции.

## Запорожки хетмани в Руската империя
Иван Скоропадски е хетман до смъртта си на 3 юли 1722 г. Буквално няколко дни преди смъртта му, на 28 юни 1722 г., Петър I създава Малоруската колегия в Глухов, състояща се от един председател – бригадир Веляминов, и шест щаб-офицери от малоруските гарнизони. Така вместо двама руски чиновника при хетмана вече имало седем. След смъртта на Скоропадски пълномощията на хетмана фактически преминават в ръцете на Генералната войскова канцелария и Малоруската колегия.
Още на следващия ден след смъртта на Скоропадски, на 4 юли 1722 г., още преди обявяването на официалните нови избори, казашкия Съвет на генералните старшини избира Павел Полуботок за нов хетман, но неговите правомощия не били официално потвърдени от руската администрация – след като получава новината за смъртта на Скоропадски, Петър I нарежда Казашкото хетманство за в бъдеще да се управлява от Съвета на генералните старшини (в това число полковник Полуботок заедно с генералните старшини), който трябвал да се консултира по всички въпроси с президента на Малоруската колегия – Степан Веляминов.
На 22 май 1723 г. Полуботок и старшината са извикан в Санкт Петербург „за отговор“ относно организирането на антируска дейност и подстрекаване на народа срещу императора. В Санкт Петербург Полуботок продължил да апелира към императора и Сената по повод неправомерните действия на Малоруската колегия, поискал нейната ликвидация и предложи тя да бъде заменена с Генерален съд в състав от седем души. На 23 юни Петър I със свой указ забранява на казашката старшина да провежда нови избори за хетман. Някои старшини, които се осмелили да не се съгласят с царя по този въпрос, се озовали в ареста. През септември 1723 г. започват разпити на Полуботок и старшините в Тайната канцелария . Полковник Данило Апостол и един старшина занесли в Санкт Петербург петиция от името на цялата Запорожка войска, в която те искат разрешение за провеждане на хетмански избори и премахване на данъците, наложени от Малоруската колегия, след което на 10 ноември 1723 г. разгневеният Петър I нарежда Полуботок, старшината и всички, които им помагат, да бъдат затворени в Петропавловската крепост. Разпитите продължават около година и в средата на 1724 г. делото на Полуботок е отнесено до Върховния съд. До съд обаче не се стига: на 29 декември 1724 г. Полуботок умира в килията от болест.
Останалите старейшини, арестувани наедно с тях, остават в Петропавловската крепост до смъртта на Петър I през 1725 г.
След това на територията, контролирана от Русия, нов хетман се избира за първи път отново едва през 1727 г. (с разрешение на император Петър II). За хетман бил избрал Даниил Апостол. Въпреки известно разширяване на територията на юрисдикцията на хетмана (под чиято власт е прехвърлен Киев), разпускането на Малоруската колегия и редица проведени от него реформи, неговите правомощия са доста по-урязани. След смъртта на Даниил Апостол през 1734 г. хетмани вече не се назначават.
Последен хетман на Запорожката казашка войска в състава на Руската империя стнал през 1750 г. Кирил Разумовски. През 1764 г. той подава оставка и Екатерина II с указ от 10 ноемвриЮл (21 ноември)Грег. 1764 г. премахва хетманската титла и длъжност. Наново се основава Малоруската колегия (просъществувала до 1786 г.) и е създадена длъжността генерал-губернатор.

## Виж също
- Хетман
- Казашко хетманство
- Запорожка Сеч
- Запорожка войска
- Левобрежна Украйна